# Landesite
La landesite è un minerale appartenente al gruppo della fosfoferrite. Il nome è stato attribuito in onore di Kenneth Knight Landes, professore di geologia statunitense, per i suoi studi sulle pegmatiti del Maine.

## Origine e giacitura
La landesite è un prodotto di alterazione della reddingite nei graniti peglamtitici.